# Panoplosaurus
 Panoplosaurus  ist eine Gattung der Vogelbeckensaurier aus der Gruppe der Ankylosauria. Sie wird zu den Nodosauridae gerechnet, wo sie zu den jüngsten Vertretern zählt. Sie lebte in der Oberkreide in Nordamerika.

## Merkmale
Panoplosaurus erreichte eine Länge von bis zu 7 Metern, der Schädel war 40 Zentimeter lang. Wie alle Ankylosauria wies er eine Panzerung aus Knochenplatten (Osteodermen), die die Oberseite des Kopfes, des Nackens, des Rumpfes und des Schwanzes bedeckte. Diese Platten waren in Längsreihen angeordnet, einzigartig ist der Bau der Platten am Nacken: diese waren oval-länglich geformt. Die bei vielen Nodosauridae vorkommenden knöchernen Dornen sind von Panoplosaurus nicht bekannt. Er hatte den üblichen Körperbau der Ankylosauria: der stämmige Rumpf wurde von vier kräftigen Gliedmaßen getragen, er bewegte sich quadruped (auf allen vieren) fort. Der Schwanz endete wie bei allen Nodosauridae nicht in einer knöchernen Keule.
Der Schädel war schmal und zugespitzt und endete in einem Hornschnabel. Er war an der Oberseite ebenfalls gepanzert, darüber hinaus war auch die Wange von einer Knochenplatte bedeckt. Er zählt zu den höher entwickelten Nodosauridae, was unter anderem am gut entwickelten knöchernen Gaumen und am zahnlosen Praemaxillare zu erkennen ist. Die Zähne waren klein und blätterförmig und an eine pflanzliche Ernährung angepasst.

## Entdeckung und Benennung
Fossile Überreste von Panoplosaurus wurden in der kanadischen Provinz Alberta gefunden und vom bekannten kanadischen Paläontologen Lawrence Lambe erstbeschrieben. Der Name leitet sich vom griechischen παν-/pan- (=„ganz“), ὅπλον/-hoplon- (=„Schild“) und σαῦρος/sauros (=„Echse“) ab. Heute wird mit P. mirus, der Typusart, nur eine Art anerkannt; zwei weitere Arten, P. longiceps und P. rugosidens, werden heute in die Gattung Edmontonia zugeordnet. Die Funde von Panoplosaurus werden in die Oberkreide (spätes Campanium) auf ein Alter von rund 76 bis 72 Millionen Jahre datiert.

## Systematik
Panoplosaurus wird innerhalb der Ankylosauria in die Gruppe der Nodosauridae gerechnet. Sein nächster Verwandter dürfte Edmontonia sein, gemeinsam bilden sie eine unbenannte Klade höher entwickelter Nodosauridae, die erst am Ende der Kreidezeit lebten und wohl beim Massenaussterben der Dinosaurier vor ca. 65 Millionen Jahren verschwanden.